# Michael Andrews (musicien)
Pour les articles homonymes, voir Michael Andrews et Andrews.
Michael Andrews, né le 17 novembre 1967, est un compositeur, acteur et producteur américain. Il se fait connaître en 2002 avec la bande originale du film Donnie Darko.
Le single Mad World (reprise du premier tube du groupe anglais Tears for Fears) est tiré de cette bande originale et sort un an plus tard. Il a interprété cette chanson avec Gary Jules. Elle est dans son album Trading Snakeoil For Wolftickets (2004).  Il obtient alors un énorme succès. Michael Andrews a aussi composé la bande originale de Cypher et de Deux en un (Stuck on You), un film des frères Farrelly sorti en 2004.
Il est, en 2005, le compositeur de la musique originale du premier film de Miranda July, Moi, toi et tous les autres.
Son titre Goldfish a été repris dans une publicité Alfa Romeo.

## Prix
- 2005 : Grand Prix de la meilleure musique originale au Festival international du film d'Aubagne - Music & Cinema pour Moi, toi et tous les autres.